# Mitteleuropäische Polizeiakademie

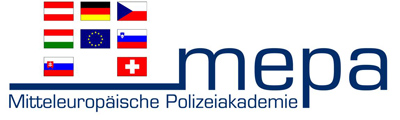
MEPA Logo

Die Mitteleuropäische Polizeiakademie, kurz MEPA, ist eine gemeinsam getragene Bildungsinstitution zur Aus- und Fortbildung für Polizeibeamte, die sich über die Grenzen der EU erstreckt. Die Ausbildung richtet sich an Führungskräfte im mittleren Polizeimanagement oder an Beamte, die die Ausbildung zum gehobenen Dienst absolviert haben und über eine mehrjährige einschlägige Berufserfahrung verfügen. Sie ist damit neben der Agentur der Europäischen Union für die Aus- und Fortbildung auf dem Gebiet der Strafverfolgung (CEPOL) eine weitere multinationale Polizeibildungseinrichtung.
Die MEPA wurde 1992/1993 gegründet. Am 22. Mai 2001 wurde mit der Unterzeichnung der „Gemeinsamen Erklärung“ die rechtliche Grundlage der MEPA geschaffen. Darin sind die Organisation und Tätigkeiten der MEPA geregelt.

## Ziele
- Vermittlung, Erweiterung und Vertiefung für Polizei- und Kriminalbeamten,
- Vermittlung rechtlicher und organisatorischer Bedingungen, praktischer Möglichkeiten und Formen internationaler polizeilicher Zusammenarbeit in den MEPA-Mitgliedsländern,
- Vermittlung von gesellschaftlichem, wirtschaftlichem und politischem Hintergrundwissen (insbesondere Organisierte Kriminalität, Wirtschafts- und Umweltkriminalität),
- Auf-, Ausbau und Erhalt persönlicher Kontakte,
- Abbau von Verständigungs- und Verständnisproblemen und Vorurteilen,
- Ausbildungs- und Sozialisationsaufgaben sowie Training des analytisches Denkens,
- Stärkung der sozialen und kommunikativen Kompetenzen und Managementfähigkeiten,
- Beitrag zum europäischen Integrationsprozeß, Harmonisierung widersprüchlicher Interessen der Teilnehmerländer.

## Teilnehmerländer
- Deutschland
- Liechtenstein
- Österreich
- Schweiz
- Slowakei
- Slowenien
- Tschechien
- Ungarn